# Traiguén
Traiguén (del mapudungun: traiguén o traiguen ‘‘cascada‘ o ‘canto del agua‘’) es una ciudad y comuna de la zona sur de Chile, de la provincia de Malleco en la Región de la Araucanía.
Con una población de 18 843 habitantes (INE 2017), se ubica a 55 km al noroeste de Temuco (por ruta: 73 km por Galvarino, 95 por Victoria), y a 659 km al sur de Santiago de Chile, capital de la República.

## Toponimia
Traiguén (del mapudungun trayén, ‘cascada’ o traiken, ‘caída de agua’).

## Historia

### SigloXVI
La comuna de Traiguén, ubicada en la provincia de Malleco, fue originalmente parte del territorio habitado por el pueblo mapuche. La llegada de los colonizadores españoles en 1550 trajo consigo enfermedades como la difteria, tuberculosis, sarampión y gripe, que diezmaron la población indígena. A lo largo de los siglos, los sobrevivientes migraron hacia tierras más bajas y fértiles cerca del océano.

### SigloXIX
La fundación de Traiguén ocurrió durante la Ocupación de La Araucanía, cuando el 2 de diciembre de 1878 se instaló el Fortín Traiguén, bajo el mando del General Gregorio Urrutia, como parte del esfuerzo del Ejército de Chile por asentar el territorio. En 1879, se instaló el telégrafo, y entre 1883 y 1887, llegaron alrededor de 1.700 familias de colonos europeos, principalmente suizos, franceses y alemanes, invitados por el gobierno de Chile, quienes recibieron tierras y herramientas para trabajar en la agricultura.
El 27 de enero de 1881, ocurrió el “Asalto a Traiguén”, cuando cerca de 1.500 guerreros mapuches atacaron la villa recién fundada, pero fueron repelidos por el ejército chileno. Este hecho consolidó la ocupación de la región por parte del Estado chileno.
En 1889, la llegada del ferrocarril impulsó el crecimiento de Traiguén, convirtiéndola en un importante centro agrícola y comercial. Traiguén se ganó el apodo de "el granero de Chile" debido a la gran producción de cereales, como trigo y avena, que abastecía a diversas regiones del país y mercados internacionales.

### SigloXX
A principios del siglo XX, Traiguén continuó siendo un centro agrícola próspero, con la instalación de molinos y fábricas que aprovecharon los recursos naturales de la zona. Entre 1900 y 1930, la producción agrícola alcanzó su máximo esplendor, con avances tecnológicos como la llegada de tractores y cosechadoras automotrices que aumentaron la eficiencia y productividad en los cultivos.
En el ámbito social, Traiguén se caracterizó por ser un punto de encuentro entre la población colona europea, los mapuches y los chilenos. La inmigración europea trajo consigo una mezcla cultural, destacándose la influencia de suizos, alemanes y franceses en la economía y cultura local. Los colonos europeos fundaron colegios, como la Alianza Francesa "Louis Pasteur" y el colegio alemán de Traiguén, que promovieron la educación y la cultura en la región.
Durante el siglo XX, la ciudad también fue golpeada por desastres naturales, como el terremoto de Chillán de 1939, el terremoto de Angol de 1949, y el terremoto de Valdivia de 1960 también conocido como el gran terremoto de Chile; los que causaron daños significativos a la infraestructura y dejaron muchas víctimas, por sobre todo el último de ellos considerando la cercanía al epicentro y la magnitud del movimiento telúrico.
A mediados del siglo, Traiguén seguía destacándose por su producción agrícola, aunque también comenzó a diversificarse hacia otras actividades económicas, como la industria del mueble, con la emblemática fábrica "Muebles Traiguén", y la fábrica de ladrillos y tejas, fundada en 1917.

### SigloXXI
En la actualidad, las principales actividades económicas de Traiguén son la agricultura, la industria forestal y, más recientemente, el turismo. Sin embargo, la ciudad ha visto una disminución en su población debido a la migración de jóvenes en busca de mejores oportunidades en ciudades como Temuco.
Traiguén también conserva un valioso patrimonio arquitectónico, incluyendo calles adoquinadas que datan de principios del siglo XX, lo que ha llevado a un renovado interés en la conservación del patrimonio cultural local. Las calles adoquinadas, que fueron testigos del crecimiento de la ciudad, aún se mantienen como un símbolo del pasado próspero de la región.
El 8 de noviembre de 2012, la comuna vivió un momento histórico con la muerte del recién reelecto alcalde Rigoberto Osses Ponce, lo que generó controversias sobre su sucesión en el cargo, finalmente resuelta con la designación de Luis Álvarez Valenzuela como alcalde.
El siglo XXI ha traído nuevos desafíos para Traiguén, pero también oportunidades, con la incorporación del turismo y la vitivinicultura como sectores emergentes en la economía local.

## Medio ambiente

### Geomorfología y componentes abióticos
La comuna de Traiguén se encuentra emplazada en la unidad geomorfológica de Llano central con morrenas y conos; y presenta según la clasificación climática de Köppen clima mediterráneo de lluvia invernal (Csb). 
Posee un clima templado lluvioso, con 10 meses húmedos (en los que se alcanza un promedio cercano a los 1.250 Mm. de precipitaciones), 2 secos, y una temperatura media anual de 12,2 °C.
| Parámetros climáticos promedio de Traiguén, Araucanía, Chile | Parámetros climáticos promedio de Traiguén, Araucanía, Chile | Parámetros climáticos promedio de Traiguén, Araucanía, Chile | Parámetros climáticos promedio de Traiguén, Araucanía, Chile | Parámetros climáticos promedio de Traiguén, Araucanía, Chile | Parámetros climáticos promedio de Traiguén, Araucanía, Chile | Parámetros climáticos promedio de Traiguén, Araucanía, Chile | Parámetros climáticos promedio de Traiguén, Araucanía, Chile | Parámetros climáticos promedio de Traiguén, Araucanía, Chile | Parámetros climáticos promedio de Traiguén, Araucanía, Chile | Parámetros climáticos promedio de Traiguén, Araucanía, Chile | Parámetros climáticos promedio de Traiguén, Araucanía, Chile | Parámetros climáticos promedio de Traiguén, Araucanía, Chile | Parámetros climáticos promedio de Traiguén, Araucanía, Chile |
| Mes                                                          | Ene.                                                         | Feb.                                                         | Mar.                                                         | Abr.                                                         | May.                                                         | Jun.                                                         | Jul.                                                         | Ago.                                                         | Sep.                                                         | Oct.                                                         | Nov.                                                         | Dic.                                                         | Anual                                                        |
| ------------------------------------------------------------ | ------------------------------------------------------------ | ------------------------------------------------------------ | ------------------------------------------------------------ | ------------------------------------------------------------ | ------------------------------------------------------------ | ------------------------------------------------------------ | ------------------------------------------------------------ | ------------------------------------------------------------ | ------------------------------------------------------------ | ------------------------------------------------------------ | ------------------------------------------------------------ | ------------------------------------------------------------ | ------------------------------------------------------------ |
| Temp. máx. abs. (°C)                                         | 40.5                                                         | 40.1                                                         | 38.5                                                         | 35.3                                                         | 26.5                                                         | 20                                                           | 20.6                                                         | 24.5                                                         | 30                                                           | 30.5                                                         | 35                                                           | 38                                                           | 40.5                                                         |
| Temp. máx. media (°C)                                        | 27                                                           | 26                                                           | 23                                                           | 18                                                           | 14                                                           | 11                                                           | 11                                                           | 12                                                           | 15                                                           | 18                                                           | 21                                                           | 24                                                           | 18                                                           |
| Temp. media (°C)                                             | 18                                                           | 18                                                           | 15                                                           | 12                                                           | 8                                                            | 8                                                            | 7                                                            | 7                                                            | 10                                                           | 12                                                           | 14                                                           | 16                                                           | 12.1                                                         |
| Temp. mín. media (°C)                                        | 10                                                           | 10                                                           | 8                                                            | 7                                                            | 5                                                            | 5                                                            | 3                                                            | 3                                                            | 5                                                            | 6                                                            | 7                                                            | 9                                                            | 7                                                            |
| Temp. mín. abs. (°C)                                         | 1                                                            | 1                                                            | -1.2                                                         | -1.4                                                         | -4                                                           | -5.2                                                         | -5.8                                                         | -4.2                                                         | -2.7                                                         | -1.7                                                         | -1.6                                                         | -0.8                                                         | -5.8                                                         |
| Precipitación total (mm)                                     | 99.1                                                         | 142.2                                                        | 25.4                                                         | 61                                                           | 203.2                                                        | 162.6                                                        | 162.6                                                        | 124.5                                                        | 71.1                                                         | 38.1                                                         | 22.9                                                         | 63.5                                                         | 1176                                                         |
| Días de precipitaciones (≥ 1 mm)                             | 6                                                            | 7                                                            | 3                                                            | 5                                                            | 10                                                           | 13                                                           | 11                                                           | 10                                                           | 6                                                            | 6                                                            | 6                                                            | 8                                                            | 91                                                           |
| Humedad relativa (%)                                         | 61                                                           | 62                                                           | 67                                                           | 76                                                           | 84                                                           | 88                                                           | 86                                                           | 83                                                           | 77                                                           | 74                                                           | 69                                                           | 66                                                           | 73.0                                                         |
| Fuente: Weatherbase; Meteochile; Agrometeorología            |                                                              |                                                              |                                                              |                                                              |                                                              |                                                              |                                                              |                                                              |                                                              |                                                              |                                                              |                                                              |                                                              |

La comuna se halla entre las cuencas hidrográficas de río Biobío y río Imperial. Además, la comuna posee diversos cuerpos de agua, entre los que se destacan el río Colpi o Pangueco, río Lumaco, río Rehue y río Traiguén.

### Componentes bióticos

Trazado simplificado de los ecosistemas y cuerpos de agua presentes en la comuna de Traiguén.

Dentro del territorio de la comuna se pueden hallar los siguientes ecosistemas:
- Bosque caducifolio mediterráneo donde predominan Nothofagus obliqua y Persea lingue (En peligro crítico)
- Bosque caducifolio mediterráneo interior donde predominan Nothofagus obliqua y Cryptocarya alba (En peligro crítico)

### Medidas de protección ambiental y conflictos socioambientales
Hasta 2022, la comuna de Traiguén cuenta con las siguientes zonas que poseen algún nivel de protección ambiental:
- Cerro Adencul (Sitios Ley 19.300)[15]
- Humedal Las Obras (Humedal urbano)[16]

## Demografía
La población efectiva censada en Traiguén el año 2017 llegó a un total de 18 843 personas. De ellas, 9019 (47,9 %) son hombres y 9824 (52,1 %), mujeres.
El 16,18 % de la población se declara mapuche (3161 personas).
Considerando el período 2002-2017, la tasa de crecimiento de la población de la comuna se ubicó en un rango negativo de -3,5 %.
Según las cifras entregadas por el INE, la población en Traiguén está envejeciendo aceleradamente, la cantidad de adultos de 65 años y más que dependen de quienes están en edad de trabajar aumentó respecto a anteriores datos de censos aplicados en el país.
El actual índice de masculinidad, es decir, cuántos hombres hay por cada 100 mujeres, también da cuenta de que Traiguén está envejeciendo. El censo 2017, muestra un índice levemente superior al 95,9 hombres por cada 100 mujeres, y mientras más envejecida es la población, mayor es la cantidad de mujeres y menor la cantidad de hombres.

## Administración

### Municipalidad
La Municipalidad de Traiguén es administrada por el alcalde Ricardo Sanhueza Pirce (Ind.), quien ha sido elegido por el periodo 2021-2024, y el Concejo municipal está compuesto por:
- Fernando Contreras Boisier (Ind./EVO)
- Hugo Fuentes Aguilera (Ind./UC)
- Iván Luengo Castillo (PRO)
- Eugenio Monsalve Álvarez (Ind./PR)
- Felipe Osses Cerna (PPD)
- Rossana Rathgeb Fuentes (RN)

## Economía
En 2018, la cantidad de empresas registradas en Traiguén fue de 212. El Índice de Complejidad Económica (ECI) en el mismo año fue de -0,47, mientras que las actividades económicas con mayor índice de Ventaja Comparativa Revelada (RCA) fueron Cultivo de Raps (197,44), Barrido de Exteriores (117,06) y Establecimientos de Enseñanza Primaria y Secundaria para Adultos (68,89).

## Servicios

### Educación
En materia de educación hay varias instituciones de calidad, siendo todas estas gratuitas para sus alumnos (sistema municipal o particular subvencionado).
El colegio Louis Pasteur, es un colegio que cuenta con los 3 niveles de educación pre-básica, básica y educación media, sumando una matrícula de 940 alumnos aproximadamente. Aquí se imparte el idioma inglés y francés. Funciona de forma gratuita obteniendo una destacada participación en olimpiadas organizadas en universidades. Fue fundado en el año 1891 por los colonos franceses llegados a la zona años antes, bajo el nombre de l'Alliance Française du Traiguén, estableciéndose así el primer colegio francés en Sudamérica y en Chile. Así es como nace la Alianza Francesa de Chile (Alliance Francaise du Chili).
Colegio Inglés Mi Mundo nace en el año 2006 por iniciativa de la familia del exministro de agricultura Juan Agustín Figueroa. Cuenta con educación preescolar, básica y  Enseñanza Media.
En el sistema municipal destaca la escuela básica fusionada Israel, con un moderno edificio de tres pisos. En educación media el Liceo Lucila Godoy Alcayaga destaca su gran matrícula y el incentivo continuo a sus alumnos a cursar estudios superiores. Existe también el Liceo Luis Durand que imparte educación científico humanista y técnico profesional.
El Liceo Agrícola y Forestal Suizo “La Providencia” es un Liceo Técnico Profesional de Nivel Medio, particular subvencionado con jornada escolar completa y sin fines de lucro. Está ubicado en el camino Victoria – Traiguén km 26, en el fundo La Esperanza.

### Salud

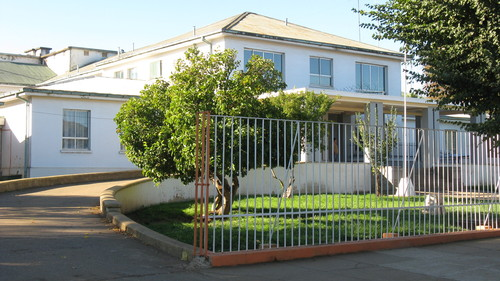
Hospital de Traiguén Dr. Dino Stagno Maccioni

El Hospital de Traiguén, se denomina doctor Dino Stagno Maccioni depende del Servicio de Salud Araucanía Norte, del Ministerio de Salud de Chile, se clasifica actualmente como un Hospital de mediana complejidad, dentro de la red asistencial de la provincia de Malleco. Cuenta con atención de urgencia y especialidades de pediatría, medicina familiar y odontopediatría, periodoncia, endodoncia, psiquiatría y medicina interna, ginecólogía y diálisis.
Las primeras atenciones hospitalarias en Traiguén la realizó el ejército chileno en tiempos de la Ocupación de la Araucanía, hasta que en 1893 se habilita el primer Hospital de Traiguén; en 1958 entra en funcionamiento el Servicio de Pediatría atendido por el médico Dino Stagno. Con la creación del Servicio Nacional de Salud, entre 1948 y 1952, se construye el nuevo Hospital que funciona hasta la actualidad. En el año 2014 se inaugura el nuevo servicio de urgencia del hospital. En la actualidad el Hospital cuenta con una dotación de 92 camas y 211 funcionarios. Se inserta en la subred del Hospital de Victoria, siendo este el principal centro de derivación de pacientes.
El médico Dino Stagno, nació en Collipuli en 1909, se tituló en medicina en 1937. Siguió cursos de postgrados en el país y en Francia en la especialidad de Pediatría. Fue director de los hospitales de Victoria, Temuco y de Traiguén desde el 13 de abril de 1962 hasta su fallecimiento el 11 de mayo de 1990. Posteriormente, dirige el hospital el doctor Claudio Moraga Vergara desde el 16 de junio de 1990 hasta el 20 de septiembre de 2006; el sucesor es el doctor Luis Uribe Rivera desde el 1 de enero de 2007 al 31 de octubre de 2010; el doctor Jorge Ramírez Velásquez asume la dirección el 29 de agosto de 2011 hasta el 29 de agosto de 2014; el doctor Hernán André Fernández Bustos asume el 12 de mayo de 2014; el actual director es Delfín Gutiérrez Cancino, Ingeniero Comercial de profesión con más de 10 años de experiencia en el sector público y privado.

## Cultura

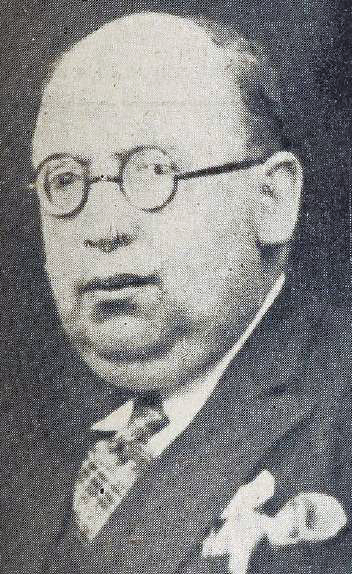
Luis Durand

### Traigueninos
La comuna de Traiguén ha sido cuna de numerosas figuras destacadas en diversos ámbitos. Entre ellos se encuentra Gustavo Milet Ramírez (1860-1917), reconocido fotógrafo; el escritor y periodista Luis Durand (1895-1954), el abogado y exsenador Hernán Figueroa Anguita (1897-1985) y el crítico literario y profesor Antonio Zamorano Baier , que estudió la obra de Gabriela Mistral.
En la pintura destaca Pedro Luna, pintor de la Generación del 13, que durante su paso por Traiguén dejó un legado artístico importante. Pintó varios murales, entre ellos La Última Cena en el convento de San Francisco y decoraciones en la Logia Masónica de Traiguén.
En el campo de la arquitectura, destaca Enrique Gebhard Paulus (1909-1978). El médico y político Federico Bucher Weibel (1911-1979) y el abogado y economista Alberto Baltra Cortés (1912-1981) también son figuras notables. Otros personajes incluyen al académico y consultor Helmut Brunner Noerr (1915-2005) y al abogado, político y agricultor Julio Durán Neumann (1918-1990). Además, el abogado y poeta Jenaro Gajardo Vera (1919-1998), famoso por haber inscrito la Luna a su nombre, y el arquitecto y urbanista Juan Parrochia Beguin (1930-2016), quien recibió el Premio Nacional de Urbanismo de Chile. La comuna también es hogar de la actriz Violeta Vidaurre Heiremans (1930-2021) y la baloncestista María Ismenia Pauchard Demierre (1932-2004). En la política, se destacan el abogado y exalcalde Camilo Salvo Inostroza (1935-), y en el ámbito deportivo, el futbolista Rodrigo Barra Carrasco (1975-). Por último, la escultora Wilma Hannig (1920-) es otra figura relevante de la comuna.

### Instituciones culturales

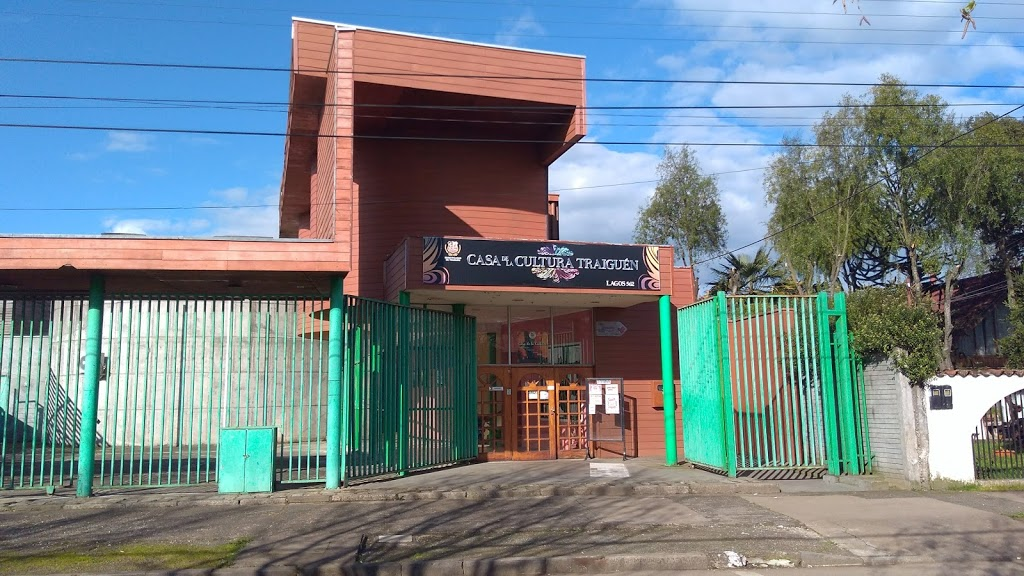
Casa de la Cultura Traiguén

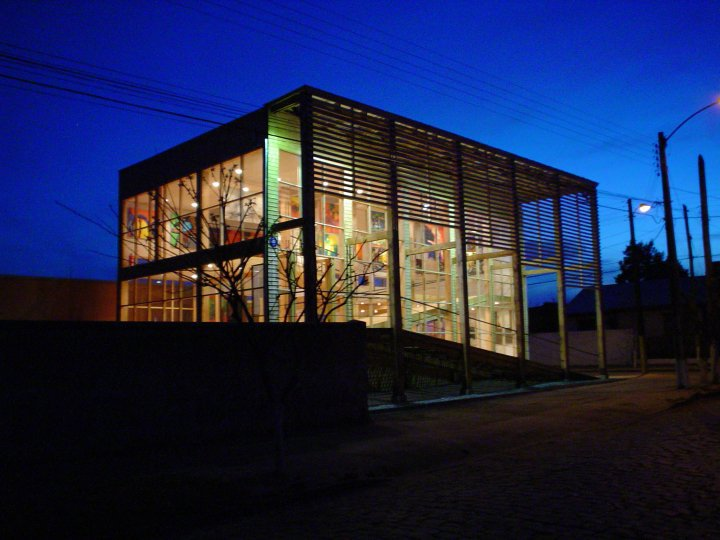
MAC Traiguén

La Casa de la Cultura de Traiguén, fundada el 9 de septiembre de 2005, es un espacio dedicado a la promoción de actividades artísticas y culturales de la comuna. El edificio, de 773 m², alberga talleres y eventos culturales diversos.
El Museo de Arte Contemporáneo de Traiguén, inaugurado en 2004, exhibe mensualmente exposiciones de arte provenientes de distintas partes de Chile. El museo está ubicado en la esquina de Lagos y Balmaceda y es un importante centro cultural para la comuna.

### Celebraciones culturales
El Festival de Traiguén (anteriormente conocido como Festival del Trigo) es uno de los eventos más importantes de la comuna. Este festival se realiza cada febrero y ha crecido desde sus inicios, cuando solo participaban estudiantes locales, hasta convertirse en un certamen de alcance nacional, atrayendo participantes de todo Chile.

## Lugares de interés

### Monumentos naturales y turísticos
Traiguén es conocida por su rica producción agrícola y forestal, así como por su belleza natural. Entre los sitios turísticos más destacados se encuentran:
- Salto Quichanmahuida: una impresionante cascada ubicada en las cercanías de la comuna.
- Balneario Los Maitenes: un lugar ideal para disfrutar del paisaje y la tranquilidad de la naturaleza.
- Quebrada Chufquén y los Saltos del Río Quino: destinos naturales que ofrecen una experiencia escénica y recreativa.
- Parque Weber: un parque con más de 50 años de historia, conocido por su diversidad de coníferas.

En la comuna se mezclan diversas culturas, desde la ancestral cultura mapuche hasta los inmigrantes europeos, que han dejado su huella en la historia y la vida cotidiana de la zona.

### Turismo cultural mapuche
La agrupación Inarrumen, liderada por Filomena Contreras, ofrece la **“Ruta de los Reni”**, una experiencia de etnoturismo que permite conocer la cultura y cosmovisión mapuche. La ruta incluye actividades de gastronomía, cerámica, textiles y la visita al **Viaducto Quino**, una importante estructura patrimonial que data del siglo XIX.

### Museo Luis Villagra Navarrete
El Museo Luis Villagra Navarrete es una iniciativa privada que ofrece una fascinante colección de antigüedades y objetos históricos, que retratan la vida de los colonos en la región. Este museo también alberga una colección de motocicletas de la época de la Segunda Guerra Mundial.